# Armands Kiefer
Armands Kiefer (Pinus armandii) ist ein großer, immergrüner Nadelbaum aus der Gattung der Kiefern (Pinus) mit zu fünft, selten bis zu siebt wachsenden, meist 8 bis 14 Zentimeter langen Nadeln. Die Samenzapfen erreichen ebenfalls eine Länge von 8 bis 14 Zentimetern. Das natürliche Verbreitungsgebiet liegt in China, auf Taiwan und im Norden von Myanmar. Es werden meist drei Varietäten unterschieden, wobei eine davon auch als eine eigene Art beschrieben wird. Andere Autoren rechnen zwei weitere Arten als Varietäten der Art zu. Armands Kiefer wird in der Roten Liste der IUCN als nicht gefährdet eingestuft. Das Holz wird kaum genutzt, die Art ist jedoch in China eine beliebte Zierpflanze.

## Beschreibung

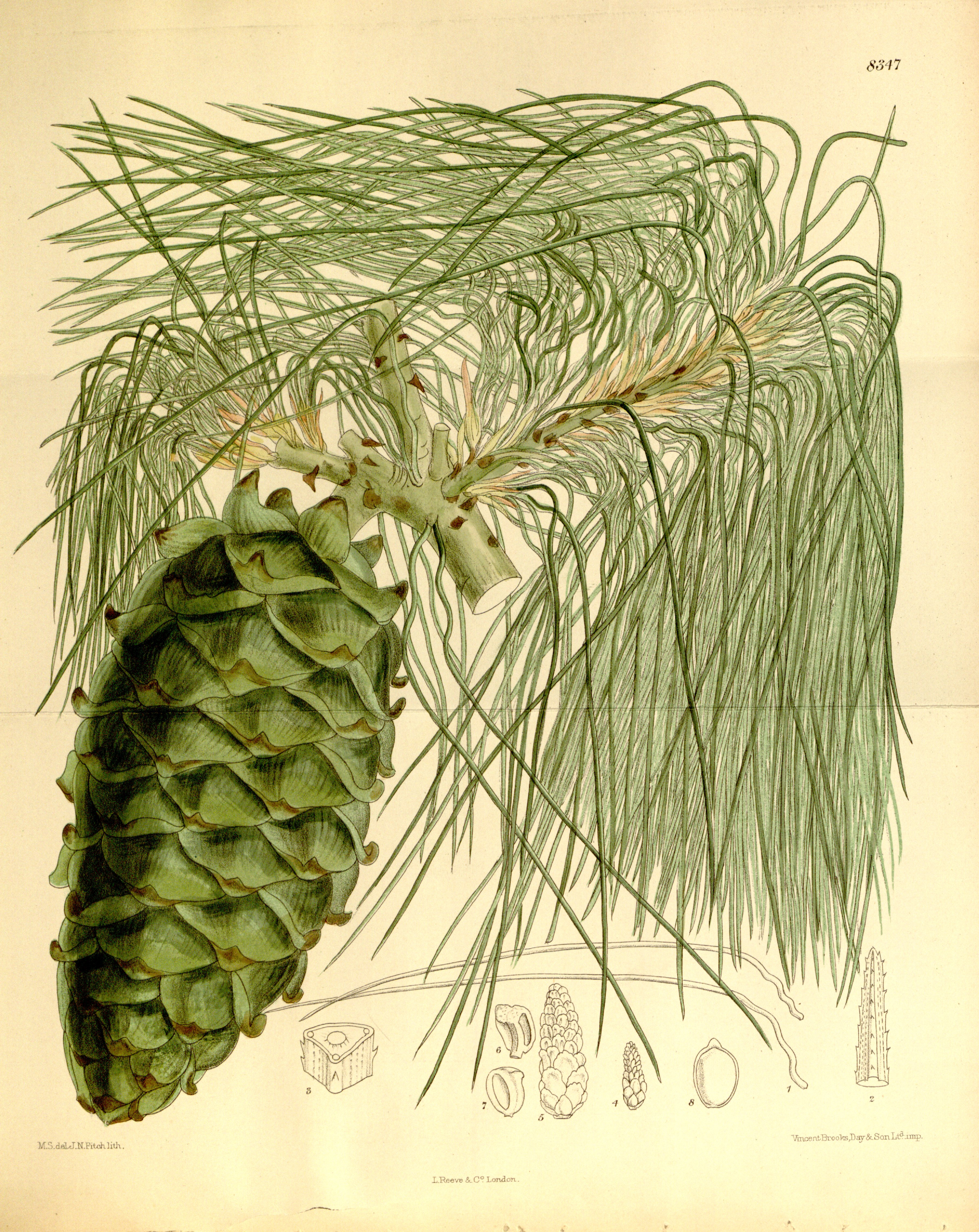
Illustration

### Erscheinungsbild
Armands Kiefer wächst als immergrüner Baum, der eine Höhe von 30 bis 35 Metern erreicht. Der Stamm erreicht einen Brusthöhendurchmesser von bis zu 100 Zentimetern. Die Stammborke ist grau oder purpurn grau, anfangs glatt und zerbricht bei älteren Bäumen in große, mehr oder weniger rechteckige Platten. Die Äste junger Bäume wachsen in Scheinwirteln und bilden eine konische Krone, bei älteren Bäumen verbreitert sie sich zu einer runden und offenen Krone. Die benadelten Zweige sind glatt. Junge Triebe sind unbehaart, anfangs grün, graugrün oder graubraun und manchmal blaugrün bereift. Sie färben sich später braun.

### Knospen und Nadeln
Die vegetativen Knospen sind zylindrisch und etwas harzig. Endständige Knospen sind 10 bis 15 Millimeter lang, die seitständigen sind kleiner und stärker eiförmig. Die Nadeln wachsen meist zu fünft, selten zu sechst oder siebt in einer früh abfallenden, 2 bis 7 Millimeter langen, basalen Nadelscheide aus zarten Schuppen. Die Nadeln sind dunkelgrün, abstehend oder hängend, dünn und biegsam, mit einer Verdickung an der Basis und häufig nahe der Basis gekrümmt. Sie sind manchmal ab 5 meist 8 bis 14 Zentimeter lang und 1,0 bis 1,5 Millimeter breit mit dreieckigem Querschnitt. Nur die beiden adaxialen Seiten zeigen dünne Spaltöffnungslinien. Es werden meist drei, seltener nur zwei oder bis zu sieben Harzkanäle gebildet. Die Nadeln bleiben zwei bis drei Jahre am Baum.

### Zapfen und Samen
Die Pollenzapfen wachsen spiralig angeordnet in langgezogenen Gruppen an der Basis junger Triebe. Sie sind grünlich-weiß mit einer rötlichen Spitze, zylindrisch bis eiförmig-ellipsoid, meist 1,5 bis 2,5 selten bis 3 Zentimeter lang, dünn oder dick.
Die Samenzapfen wachsen einzeln oder paarweise. Sie sind anfangs grün und stehen aufgerichtet, später wachsen sie mehr oder weniger hängend auf kräftigen, 2 bis 3 Zentimeter langen, gebogenen, kräftigen Stielen. Die Zapfen sind oft harzig, konisch-zylindrisch und 8 bis 14 Zentimeter lang. Sie haben geöffnet einen Durchmesser von 5 bis 8 Zentimetern und färben sich dann in unterschiedlichen Brauntönen. Die 70 bis 100 Samenschuppen sind holzig und steif, 3 bis 4 Zentimeter lang, 2,5 bis 3,0 Zentimeter breit und mit Ausnahme der nahe der Zapfenbasis stehenden Schuppen etwas nach innen gebogen. Sie haben an der adaxialen Basis zwei Einbuchtungen, welche die Samen enthalten. Die Apophyse ist rhombisch oder dreieckig, oft dick holzig, hell gelblich-braun oder dunkel rotbraun und hat einen geraden oder leicht zurückgebogenen Rand. Der Umbo liegt am Ende der Apophyse und ist unscheinbar und stumpf.
Die Samen sind hell- oder dunkelbraun bis schwarz, verkehrt eiförmig, 10 bis 15 Millimeter lang und 6 bis 10 Millimeter breit. Die Samen sind flügellos oder haben einen schmalen Kamm am abaxialen Rand. Selten wird ein rudimentärer, 1 bis 4 selten bis 7 Millimeter langer Samenflügel gebildet.

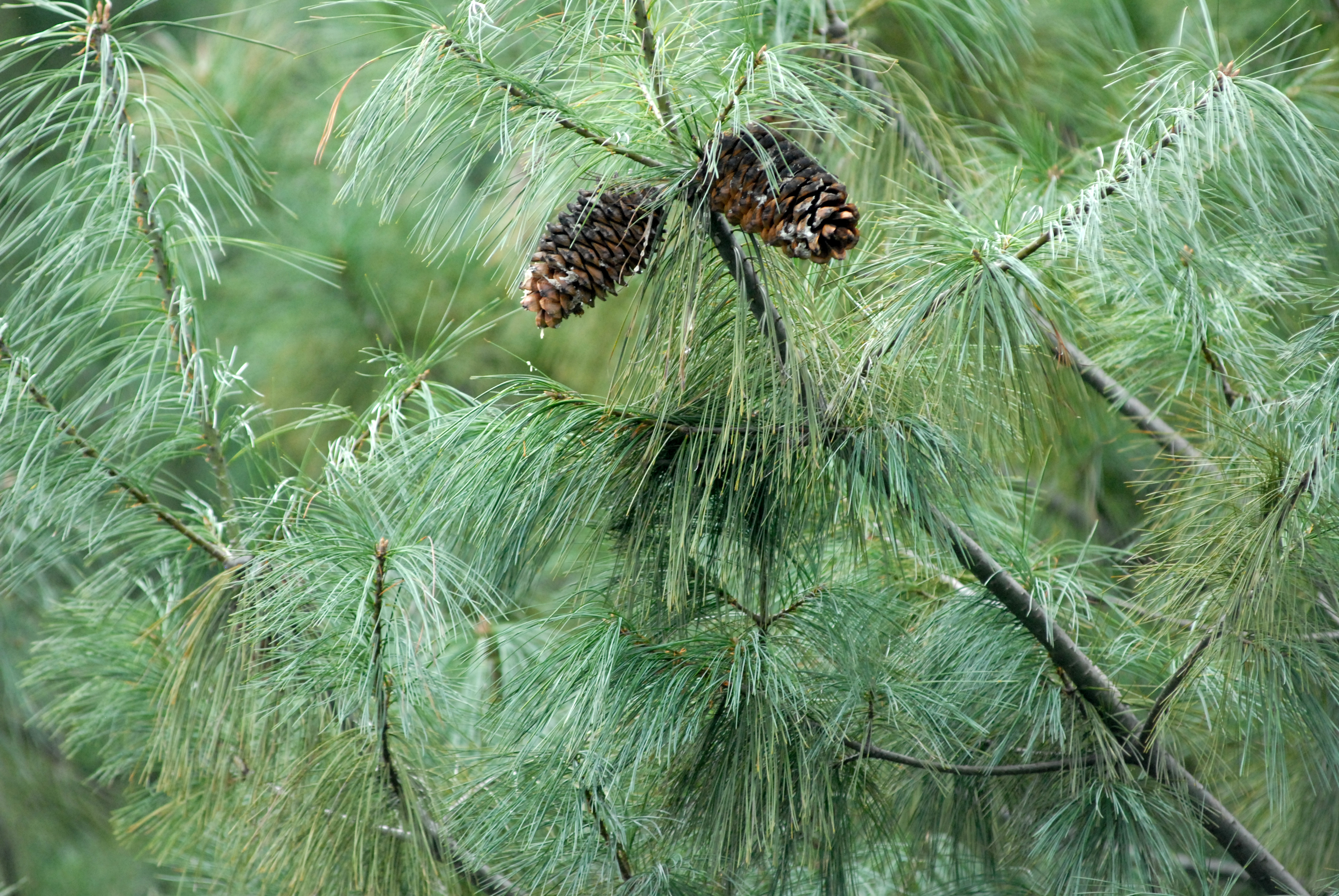
Zweige mit Nadeln und Zapfen
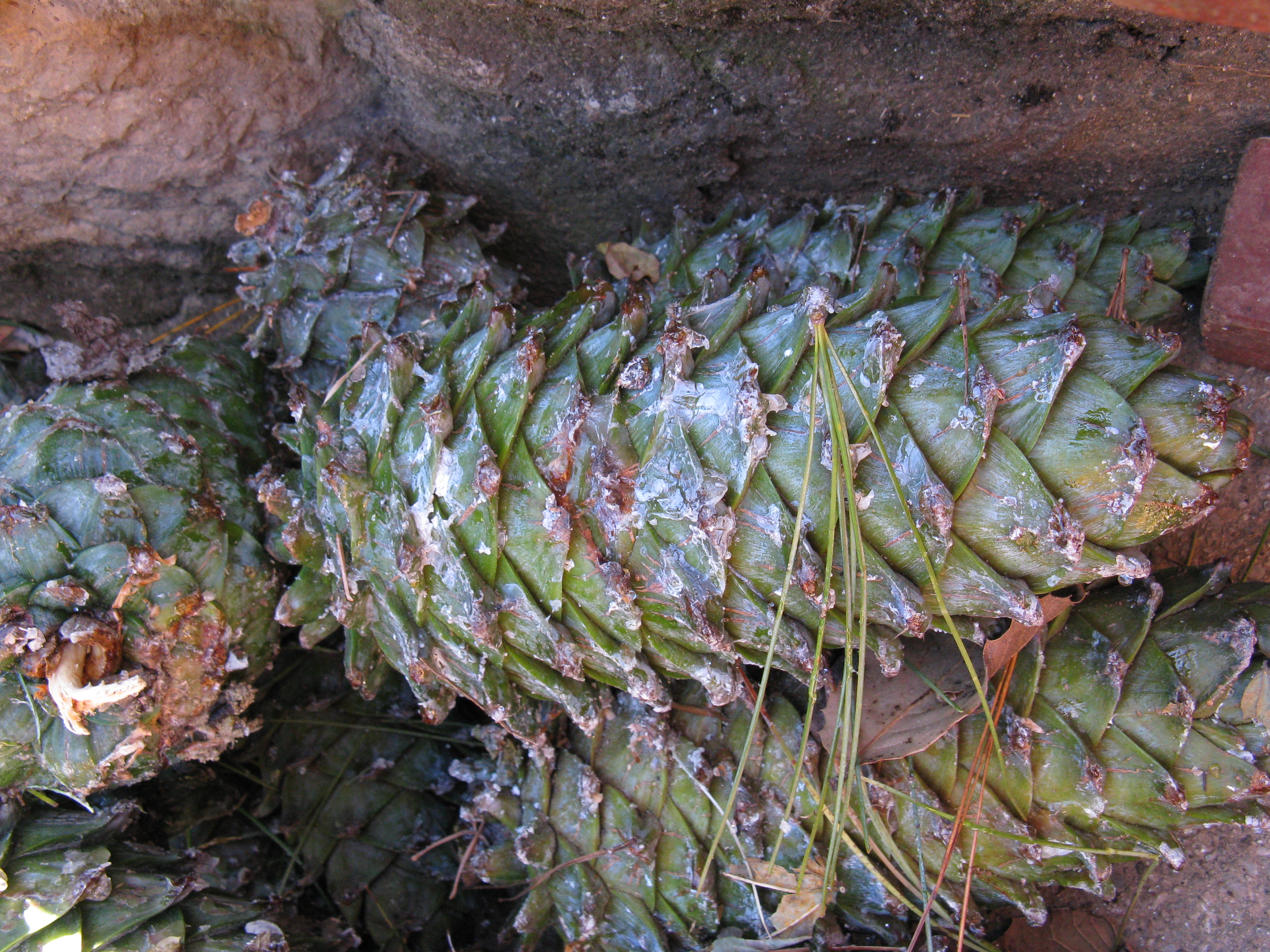
Samenzapfen
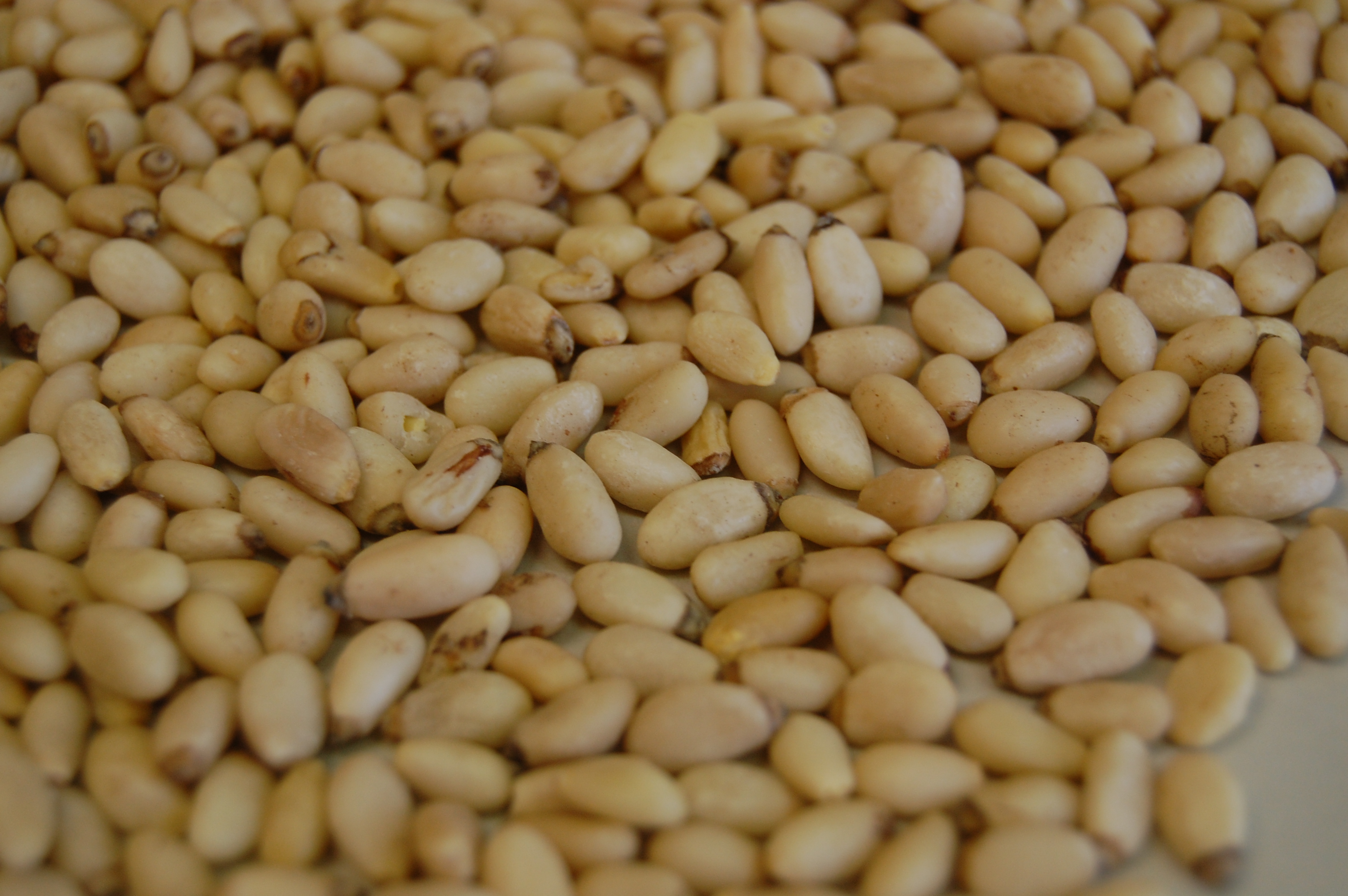
Geschälte Samen

## Verbreitung, Ökologie und Gefährdung

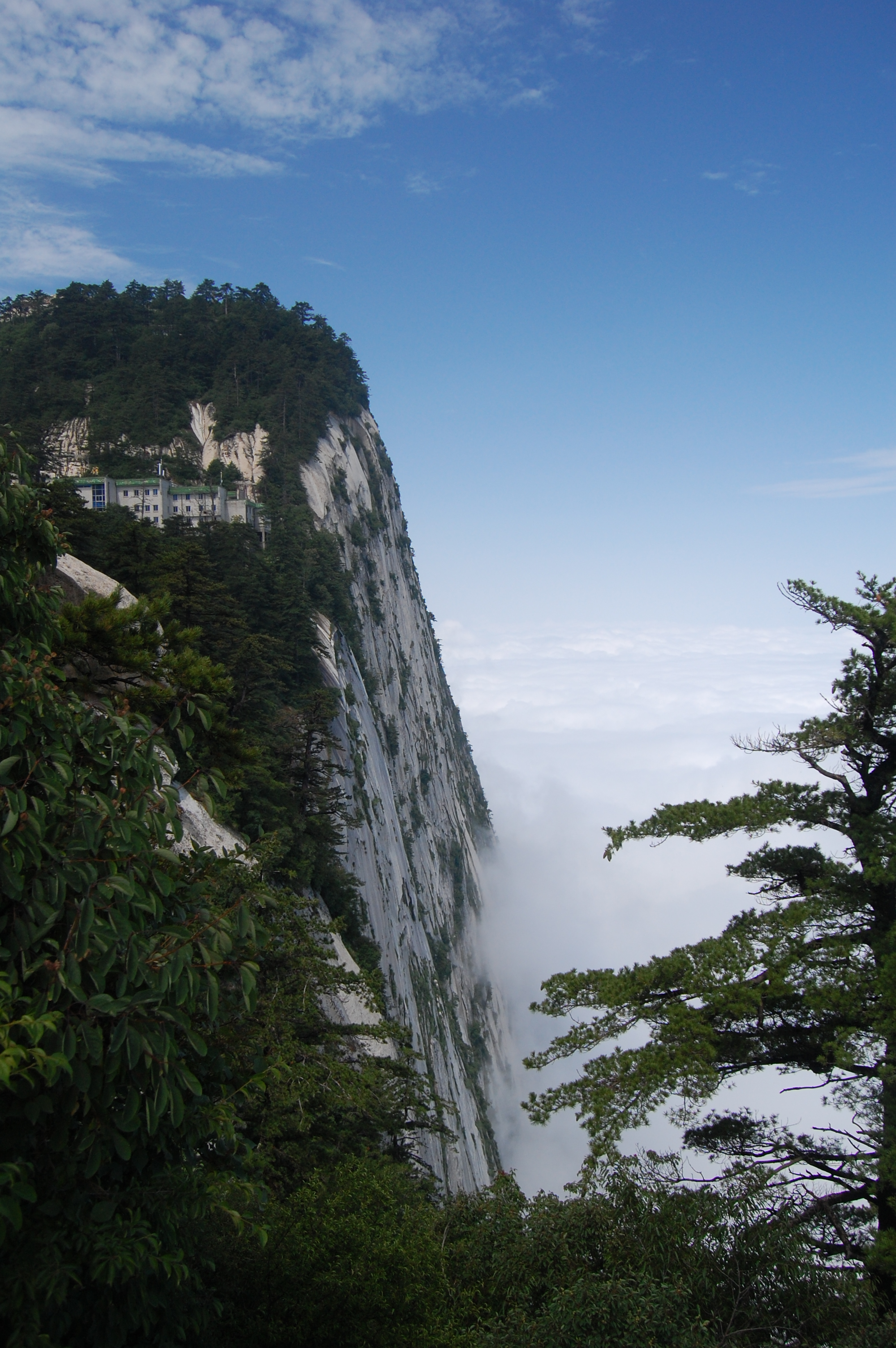
Der heilige Hua Shan in der Provinz Shaanxi, rechts ein Exemplar von Armands Kiefer

Das natürliche Verbreitungsgebiet von Armands Kiefer liegt in China in der Provinz Anhui, in Chongqing, im Süden der Provinz Gansu, zentral und im Nordwesten von Guizhou, in Guangxi und Hainan, im Südwesten von Henan, im Westen von Hubei, im Süden von Shaanxi und von Shanxi, in Sichuan, in Yunnan und im äußersten Südosten des Autonomen Gebiets Tibet, auf Taiwan und im Norden von Myanmar. Die Art wächst in Gebirgen in Höhen von 900 bis 3500 Metern. Das Verbreitungsgebiet wird der Winterhärtezone 7 zugerechnet mit mittleren jährlichen Minimaltemperaturen von −17,7 bis −12,3 °Celsius (0 bis 10 °Fahrenheit). Man findet sie selten in Reinbeständen, jedoch häufig zusammen mit anderen Nadelbäumen wie Vertretern der Tannen (Abies), der Fichten (Picea) und der Douglasien (Pseudotsuga), im Südwesten Chinas auch mit Vertretern der Lärchen (Larix). Armands Kiefer findet man jedoch häufiger als diese Arten auf felsigen, flachgründigen Böden, auf denen andere Arten, beispielsweise auch Laubbäume, weniger konkurrenzfähig sind.
In der Roten Liste der IUCN wird Armands Kiefer, obwohl zwei der drei Varietäten als gefährdet gelten, als nicht gefährdet („Least Concern“) eingestuft, wobei das Verbreitungsgebiet der gefährdeten Varietäten klein ist. Es ist unbekannt, ob die Größe des Gesamtbestands gleichbleibend ist, die Bestände zunehmen oder abnehmen. Hauptbedrohung dürfte das Fällen der Bäume sein, um das Holz lokal zu nutzen. Jedoch hat das Holz nur geringe wirtschaftliche Bedeutung, daher dürfte die Bedrohung gering sein. Einige der Bestände wachsen in geschützten Gebieten.

## Systematik und Forschungsgeschichte
Armands Kiefer (Pinus armandii) ist eine Art aus der Gattung der Kiefern (Pinus), in der sie der Untergattung Strobus, Sektion Quinquefoliae, Untersektion Strobus zugeordnet ist. Die Art wurde 1884 von Adrien René Franchet in Nouvelles Archives du Muséum d’Histoire Naturelle erstbeschrieben. Der Gattungsname Pinus wurde schon von den Römern für mehrere Kiefernarten verwendet. Das Artepitheton armandii erinnert an den französischen Missionar und Biologen Armand David (1826–1900), der die Pflanzenwelt Chinas erkundete und auch das Typusexemplar fand.
Es werden drei Varietäten unterschieden:
- Pinus armandii var. armandii: Junge Triebe sind grün oder graugrün. Die Pollenzapfen sind dick, eiförmig-ellipsoid und 1,5 bis 2,0 Zentimeter lang. Die Apophyse ausgereifter Zapfen ist gelblich-braun oder hell braun, dick-holzig, rhombisch und entweder nicht zurückgebogen oder nur der Umbo ist leicht zurückgebogen. Die Samen sind dunkelbraun bis beinahe schwarz. Das Verbreitungsgebiet liegt in China in den Provinzen Chongqing, im Süden von Gansu, in Guizhou, Hainan, Henan, Hubei, Shaanxi, Yunnan und im Südosten Tibets und in Myanmar.[3] Die Varietät wird von der IUCN als nicht gefährdet („Least Concern“) gelistet. Sie ist weitverbreitet und in manchen Gebieten sehr häufig.[10]

- Pinus armandii var. dabeshanensis (W.C.Cheng & Y.W.Law) Silba: Die Nadeln sind 5 bis 14 Zentimeter lang. Die Apophyse ist dick holzig. Die Samen sind hellbraun und zeigen einen rudimentär ausgebildeten Samenflügel. Das natürliche Verbreitungsgebiet liegt in den chinesischen Provinzen Anhui (in den Kreisen Jing Zhai und Yuexi), Henan (im Kreis Shangcheng) und Hubei (in den Kreisen Luotian und Yingshan), sie ist also in China endemisch.[11] Man findet sie in Gebirgen in Höhen zwischen 900 und 1400 Metern, manchmal an exponierten Felsvorsprüngen. Die Varietät wird von der IUCN als gefährdet („Vulnerable“) gelistet. Sie wurde auch schon als stark gefährdet („Endangered“) geführt, da es Berichte über einen Rückgang der Bestände von zumindest 70 Prozent gibt. Dieser Wert konnte nicht bestätigt werden, jedoch wird von einem Rückgang von zumindest 30 Prozent ausgegangen. Das Verbreitungsgebiet („extent of occurrence“) ist kleiner als 20000 Quadratkilometer, aufgeteilt in 5 stark fragmentierte Bestände. Durch das Fällen von Bäumen gehen die Bestände weiter zurück.[12] Die Vertreter der Varietät wurden 1975 von Cheng und Law als eigene Art Pinus dabeshanensis in den Acta Phytotaxonomica Sinica beschrieben.[13] John Silba ordnete sie 1990 als Varietät der Art Pinus armandii zu.[14] In der Flora of China wird das Taxon 1999 als Varietät Pinus fenzeliana var. dabeshanensis  (W. C. Cheng & Y. W. Law) L. K. Fu & Nan Li der Art Pinus fenzeliana zugerechnet.[15] Aljos Farjon behielt das Taxon 2005 als Varietät bei Pinus armandii. Die dickeren Samenschuppen und der nur rudimentär ausgebildete Samenflügel ähneln denen der Varietät armandii, doch könnte es sich auch um eine unabhängig entwickelte Anpassung an die Umgebungsbedingungen handeln.[11]

- Pinus armandii var. mastersiana (Hayata) Hayata: Junge Triebe sind graubraun. Die Pollenzapfen sind auch ausgewachsen dünn, zylindrisch und 2 bis 3 Zentimeter lang. Die Apophyse ist zur Spitze hin meist etwas zurückgebogen und bei ausgereiften Zapfen braun bis rotbraun. Das natürliche Verbreitungsgebiet liegt auf Taiwan im Alishan-Gebirge und am Yushan, dem höchsten Berg von Taiwan.[11] Die Varietät wächst in Höhen von 1800 bis 2800 Metern im Gebirge und gelegentlich im Waldland zusammen mit der Chinesischen Hemlocktanne (Tsuga chinensis) und Pinus taiwanensis mit Unterholz aus Acer caudatifolium, Rhododendron rubropilosum, Viburnum parvifolium und verschiedenen Arten der Stechpalmen (Ilex). Man findet sie auch in Wäldern aus unterschiedlichen Arten der Scheinzypressen (Chamaecyparis). Sie wird von der IUCN als stark gefährdet („Endangered“) gelistet. Die Art ist nur von drei Standorten bekannt, die sich über ein Gebiet von 737 Quadratkilometern („extent of occurrence“) erstrecken und zusammen nur eine Fläche von 75 Quadratkilometern einnehmen („area of occupancy“). Die Varietät ist auf Taiwan der einzige Vertreter der Untersektion Strobus, und das Holz ist qualitativ deutlich besser für Zimmermannsarbeiten und zur Herstellung von Möbeln geeignet, als das der anderen dort heimischen Kiefernarten. Das führte zur Übernutzung der Bestände, die auch weiterhin zurückgehen. Doch sind einige der verbleibenden Standorte im Yushan-Nationalpark geschützt.[16] Das Taxon wurde 1908 von Hayata Bunzō als eigene Art Pinus mastersiana beschrieben, er stellte sie jedoch noch im gleichen Jahr als Varietät in die Art Pinus armandii. Roman Businský beschrieb 1999 das Taxon als Unterart Pinus armandii subsp. masteriana (Hayata) Businsky, der Name wird jedoch nur als Synonym verwendet.[11]

James E. Eckenwalder ordnet zwei weitere Varietäten, Pinus armandii var. amamiana (G.Koidzumi) Hatusima und Pinus armandii var. fenzeliana (Handel-Mazzetti) Eckenwalder der Art Pinus armandii zu, die von Aljos Farjon als eigene Arten Pinus amamiana und Pinus fenzeliana eingestuft werden. Eckenwalder begründet das mit der Ähnlichkeit der Standorte und der Ähnlichkeit in der Morphologie der Vertreter, beispielsweise des ähnlichen Baus der Samenzapfen und der ungeflügelten oder nur schwach geflügelten Samen.
Weitere Synonyme der Art lauten Pinus excelsa var. chinensis Patschke, Pinus levis Lemée & H.Lév. und Pinus scipioniformis Mast.

## Verwendung
Armands Kiefer hat als Holzlieferant nur eine geringe Bedeutung. Sie ist jedoch in China ein häufiger Zierbaum und wurde von Armand David 1895 auch in Frankreich eingeführt. Außerhalb von China wird sie trotzdem nur selten in Parks und Gärten verwendet, ist aber in Arboreten auf der ganzen Welt häufig.